# Переможець (фільм, 1975)
Переможець (рос. Победитель) — радянський художній фільм 1975 року, знятий кіностудією «Мосфільм».

## Сюжет
Громадянська війна. Командир Червоної Армії Яків Спиридонов потрапляє в білогвардійський тил, здійснює втечу і знаходить притулок в одному з розорених сіл у молодої вчительки. Він не розслабляється, а організовує повстанський загін і до приходу Червоної Армії виконує оперативне бойове завдання по утриманню моста…

## У ролях
- Олександр Збруєв — Яків Павлович Спиридонов, комісар піхотно-кулеметних курсів РСЧА
- Георгій Тараторкін — Мокашов Георгій (Юрій) Євгенович, поручик, командир роти, білогвардієць
- Валентина Карєва — Анна Юхимівна Алексєєва, сільська вчителька з Ольховки
- Михайло Лобанов — Єгор, помічник Спиридонова з Ольховки
- Євген Шутов — Арсанов Дмитро Олексійович, селянин з Ольховки, зв'язковий Спиридонова з «червоними»
- Володимир Коренєв — Валентин Андрійович Карєєв, ротмістр, офіцер білогвардійської контррозвідки, приятель Мокашова
- Олексій Локтєв — Ганін Олександр, колишній агент царської охоронки, таємний агент Карєєва в загоні Спиридонова
- Ірина Гошева — Мокашова Олена Миколаївна, власниця маєтку у Ольховці, мама Георгія
- Іван Рижов — Юхим Іванович Алексєєв, кравець, батько Анни
- Вадим Захарченко — Сергійович, фельдфебель з роти Мокашова
- Юрій Гусєв — Міша, однорукий інвалід війни, активний помічник Спиридонова з Ольховки (озвучив Віктор Філіппов)
- Станіслав Чекан — Яким, селянин з Ольховки
- Володимир Заманський — Сергій Венедиктович, полковник, білогвардієць
- Микола Маліков — Вася
- Валентин Брилєєв — Марк Іванович, керуючий маєтку Мокашових у Ольховці
- Федір Валіков — боязкий селянин
- Олександр Вігдоров — епізод
- Микола Волков — небоязкий селянин на сільському сході
- Валентина Ушакова — Дар'я, дружина Юхима Івановича

## Знімальна група
- Режисери — Андрій Ладинін, Едгар Ходжикян
- Сценарист — Анатолій Степанов
- Оператор — Володимир Чухнов
- Композитор — Георгій Фиртич
- Художник — Вадим Кислих